# شختان
شختان هي قرية في مقاطعة بيرانشهر، إيران. يقدر عدد سكانها بـ 209 نسمة بحسب إحصاء 2016.